# Peter Procter
Peter Procter, né le 16 janvier 1930 à Bradford (Yorkshire de l'Ouest) et mort le 15 août 2024, est un coureur cycliste et pilote automobile britannique de rallyes et sur circuits.

## Biographie
Peter Procter débute assez tardivement la compétition automobile, après avoir été cycliste professionnel membre de son équipe nationale lors de deux championnats mondiaux, mais n'ayant pu — de fait — disputer la compétition olympique amateur sur route.
En monoplace, il concourt dans des courses insulaires de Formule 3 500 cm3 (1955-1958) et de Formule junior (1959-1963), puis continentales de Formule 2. En rallye, il participe à 18 épreuves du futur WRC, réparties entre RAC Rally (8), Monte-Carlo (8), et Acropole (2). Il arrête la compétition automobile après un grave accident de touring car à Goodwood, étant grièvement brûlé.
Peter Procter est membre du British Racing Drivers Club (siège à Silverstone).

## Palmarès

### Titres (cyclisme)
- Champion de Grande-Bretagne sur route: 1951 (championnat NCU);
- Meilleur grimpeur du Tour de Grande-Bretagne: une fois.

### Victoires (automobile)
- Tour de France automobile: 1964 en catégorie Tourisme (avec Andrew Cowan, sur Ford Mustang);
- 1er à l'index de rendement énergétique des 24 Heures du Mans en 1961 (et 4 participations à l'épreuve, en 1961, 1962, 1963, et 1964);
- ETCC (Touring car européen): une victoire aux 6 Heures de Brands Hatch sur Sunbeam Tiger;
- Formule Junior: une vingtaine de victoires anglaises;
- Formule 2 (sur Lotus):
  - Grand Prix d'Avus;
    - 2e du Grand Prix de Berlin;
    - 2e du Grand Prix de Vienne.